# Енчо Халачев
Енчо Иванов Халачев е български театрален режисьор и педагог, професор, ректор на НАТФИЗ.

## Биография
Роден е на 3 февруари 1929 г. в с. Воден, Елховско. Завършва режисура при проф. Филип Филипов във ВИТИЗ „Кръстьо Сарафов“ (1959). Дебютира с постановката на „Блокада“ в Драматичен театър – Сливен (1959). Работи като режисьор в ДТ-Сливен (1959-1964), Народния театър „Иван Вазов“ (1964-1994), хоноруван преподавател по актьорско майсторство и режисура (1970), доцент (1974), професор (1982), ръководител на катедра „Актьорско майсторство и режисура“ (от 1983), ректор (1987-1990) на ВИТИЗ „Кръстьо Сарафов“.
Умира на 17 октомври 2014 г.

## Постановки
Поставя „Хенри IV“, „Домът на Бернарда Алба“, „Вишнева градина“, „Златната карета“, „Легенда за Гоце“, „Прокурорът“, „Камино Реал“, „Всичко в градината“, „Гледна точка“, „Борци“, „Бесове“, „Чичовци“, „Пред залез слънце“, „Безкрайно отчаяние“ и др. Има постановки в телевизионния театър.

## Отличия и награди
Носител е на национални награди и държавни отличия.
Награден с орден „Св. св. Кирил и Методий“ за значим принос за развитието на културата, изкуството, образованието и науката.